# Zontecomatlán de López y Fuentes
Zontecomatlán de López y Fuentes es una localidad del estado mexicano de Veracruz. Es cabecera del municipio de Zontecomatlán de López y Fuentes. La localidad está nombrada en honor al escritor Gregorio López y Fuentes.

## Demografía
| Censo | Población |
| ----- | --------- |
| 1900  | 737       |
| 1910  | 1295      |
| 1921  | 1179      |
| 1930  | 1168      |
| 1940  | 1324      |
| 1950  | 1411      |
| 1960  | 545       |
| 1970  | 1147      |
| 1980  | 556       |
| 1990  | 528       |
| 1995  | 686       |
| 2000  | 697       |
| 2005  | 702       |
| 2010  | 672       |
| 2020  | 745       |